# Sferisterio comunale di Bagnacavallo
Lo Sferisterio comunale "Giovanni Martini" di Bagnacavallo è uno sferisterio situato a Bagnacavallo in provincia di Ravenna.
L'impianto sportivo fu edificato nel secondo decennio dell'Ottocento addossato a un altissimo muro lungo quasi 90 metri e sorretto da contrafforti, poi demolito nel 1964 e sostituito con l'attuale.

## Studi recenti
A partire dal 2013, un gruppo di ricercatori sta cercando di ricostruire la storia in ambito locale del gioco del pallone col bracciale, praticato sin dal 1824 nello sferisterio di Bagnacavallo.